# Fiasco (roman)
Fiasco (titlul polonez: Fiasko) este un roman științifico-fantastic din 1986 al scriitorului polonez Stanisław Lem, publicat prima dată în limba germană ca Das Fiasko. Cartea, publicată în Polonia în anul următor și tradusă în engleză de Michael Kandel în același an, este o altă elaborare a scepticismului lui Lem: în opinia lui Lem, dificultatea de comunicare cu inteligența extraterestră (tema principală a romanului) este mai probabil dată de disparitatea culturală, mai degrabă decât de distanța spațială. A fost nominalizat la premiul Arthur C. Clarke.
Romanul a fost scris la o comandă a editurii germane S. Fischer Verlag în perioada în care Lem emigra din Polonia ca urmare a introducerii legii marțiale. Lem a declarat că aceasta a fost singura ocazie în care a scris ceva la cererea editorului, acceptând un avans pentru un roman inexistent.